# 衆議院議員一覧
衆議院議員一覧（しゅうぎいんぎいんいちらん）は、日本の衆議院議員の一覧である。衆議院は、2024年10月現在、小選挙区選出議員289名と比例代表選出議員176名の計465名で組織される。
衆議院議員の任期は4年だが、衆議院解散が行われた場合には、任期満了前に一斉に失職する。任期満了または衆議院解散が行われたときは、衆議院議員総選挙が行われる。また、小選挙区選出議員の欠員がある場合には、4月と10月に補欠選挙が行われる（参議院議員通常選挙がある年には、参院選と同日にも行われる）。

## 任期
| 選挙日（任期の始期）      | 任期満了日                 | 備考                                         |
| ------------------------- | -------------------------- | -------------------------------------------- |
| 2024年（令和6年）10月27日 | 2028年（令和10年）10月26日 | 第50回衆議院議員総選挙で選出された議員の任期 |

## 会派別所属議員数
- 2025年（令和7年）5月14日時点[1]。

|                       |                          |                                                                 |              |        |  |
| 会派名                | 会派名                   | 所属党派                                                        | 党派別議員数 | 議席数 |  |
| 与党                  | 与党                     | 与党                                                            | 与党         | 220    |  |
|                       | 自由民主党・無所属の会   | 自由民主党                                                      | 195          | 196    |  |
| 無所属                | 自由民主党・無所属の会   | 1                                                               |              | 196    |  |
|                       | 公明党                   | 公明党                                                          | 24           | 24     |  |
| 野党                  | 野党                     | 野党                                                            | 野党         | 240    |  |
|                       | 立憲民主党・無所属       | 立憲民主党                                                      | 147          | 148    |  |
| 社会民主党            | 立憲民主党・無所属       | 1                                                               |              | 148    |  |
|                       | 日本維新の会             | 日本維新の会                                                    | 38           | 38     |  |
|                       | 国民民主党・無所属クラブ | 国民民主党                                                      | 27           | 27     |  |
|                       | れいわ新選組             | れいわ新選組                                                    | 9            | 9      |  |
|                       | 日本共産党               | 日本共産党                                                      | 8            | 8      |  |
|                       | 有志の会                 | 無所属                                                          | 4            | 4      |  |
|                       | 参政党                   | 参政党                                                          | 3            | 3      |  |
|                       | 日本保守党               | 日本保守党                                                      | 3            | 3      |  |
| 無所属                | 無所属                   | 無所属                                                          | 無所属       | 5      |  |
|                       | 無所属                   | 議長：額賀福志郎（自由民主党） 副議長：玄葉光一郎（立憲民主党） | 2            | 5      |  |
| 無所属                | 無所属                   | 3                                                               |              | 5      |  |
| 合計                  | 合計                     | 合計                                                            | 合計         | 465    |  |
| 表示 ノート 編集 履歴 |                          |                                                                 |              |        |  |

## 議員一覧
- 2025年（令和7年）5月14日時点[3]。所属政党は選挙時でなく同時点のもの。
- 無所属で別に所属会派がある場合は「／」のあとに所属会派を表記。
- 比例代表選出議員の氏名のあとにカッコで示したのは重複立候補した小選挙区名。

### 北海道ブロック
小選挙区選出議員
- 定数12 ‐ 立憲民主党9、自由民主党3

| 北海道 | 1区 | 道下大樹 （立憲民主党） | 2区  | 松木謙公 （立憲民主党） | 3区  | 荒井優 （立憲民主党）   | 4区  | 大築紅葉 （立憲民主党） |
| 北海道 | 5区 | 池田真紀 （立憲民主党） | 6区  | 東国幹 （自由民主党）   | 7区  | 鈴木貴子 （自由民主党） | 8区  | 逢坂誠二 （立憲民主党） |
| 北海道 | 9区 | 山岡達丸 （立憲民主党） | 10区 | 神谷裕 （立憲民主党）   | 11区 | 石川香織 （立憲民主党） | 12区 | 武部新 （自由民主党）   |

比例代表選出議員
- 定数8 ‐ 自由民主党3、立憲民主党3、国民民主党1、公明党1

| 自由民主党 | 伊東良孝                 | 中村裕之 （北海道4区） | 向山淳 （北海道8区）      |
| 立憲民主党 | 篠田奈保子 （北海道7区） | 西川将人 （北海道6区） | 川原田英世 （北海道12区） |
| 国民民主党 | 臼木秀剛                 |                        |                           |
| 公明党     | 佐藤英道                 |                        |                           |

### 東北ブロック
小選挙区選出議員
- 定数21 ‐ 立憲民主党11、自由民主党9、国民民主党1

| 青森県 | 1区 | 津島淳 （自由民主党）     | 2区 | 神田潤一 （自由民主党）   | 3区 | 岡田華子 （立憲民主党） |     |                           |
| 岩手県 | 1区 | 階猛 （立憲民主党）       | 2区 | 鈴木俊一 （自由民主党）   | 3区 | 小沢一郎 （立憲民主党） |     |                           |
| 宮城県 | 1区 | 岡本章子 （立憲民主党）   | 2区 | 鎌田さゆり （立憲民主党） | 3区 | 柳沢剛 （立憲民主党）   | 4区 | 安住淳 （立憲民主党）     |
| 宮城県 | 5区 | 小野寺五典 （自由民主党） |     |                           |     |                         |     |                           |
| 秋田県 | 1区 | 冨樫博之 （自由民主党）   | 2区 | 緑川貴士 （立憲民主党）   | 3区 | 村岡敏英 （国民民主党） |     |                           |
| 山形県 | 1区 | 遠藤利明 （自由民主党）   | 2区 | 鈴木憲和 （自由民主党）   | 3区 | 加藤鮎子 （自由民主党） |     |                           |
| 福島県 | 1区 | 金子恵美 （立憲民主党）   | 2区 | 玄葉光一郎 （立憲民主党） | 3区 | 小熊慎司 （立憲民主党） | 4区 | 坂本竜太郎 （自由民主党） |

比例代表選出議員
- 定数13 ‐ 自由民主党5、立憲民主党4、国民民主党1、公明党1、れいわ新選組1

| 自由民主党   | 江渡聡徳               | 森下千里           | 福原淳嗣 （秋田2区）   | 御法川信英 （秋田3区） | 根本拓 （福島2区） |
| 立憲民主党   | 馬場雄基               | 寺田学 （秋田1区） | 升田世喜男 （青森1区） | 齋藤裕喜 （福島4区）   |                    |
| 公明党       | 庄子賢一               |                    |                        |                        |                    |
| 国民民主党   | 菊池大二郎 （山形2区） |                    |                        |                        |                    |
| れいわ新選組 | 佐原若子               |                    |                        |                        |                    |

### 北関東ブロック
小選挙区選出議員
- 定数33 ‐ 自由民主党19、立憲民主党9、国民民主党3、無所属2

| 茨城県 | 1区  | 福島伸享 （無所属／有志の会） | 2区  | 額賀福志郎 （自由民主党） | 3区  | 葉梨康弘 （自由民主党）   | 4区  | 梶山弘志 （自由民主党） |
| 茨城県 | 5区  | 浅野哲 （国民民主党）         | 6区  | 青山大人 （立憲民主党）   | 7区  | 中村勇太 （無所属）       |      |                         |
| 栃木県 | 1区  | 船田元 （自由民主党）         | 2区  | 福田昭夫 （立憲民主党）   | 3区  | 簗和生 （自由民主党）     | 4区  | 藤岡隆雄 （立憲民主党） |
| 栃木県 | 5区  | 茂木敏充 （自由民主党）       |      |                           |      |                           |      |                         |
| 群馬県 | 1区  | 中曽根康隆 （自由民主党）     | 2区  | 井野俊郎 （自由民主党）   | 3区  | 笹川博義 （自由民主党）   | 4区  | 福田達夫 （自由民主党） |
| 群馬県 | 5区  | 小渕優子 （自由民主党）       |      |                           |      |                           |      |                         |
| 埼玉県 | 1区  | 村井英樹 （自由民主党）       | 2区  | 新藤義孝 （自由民主党）   | 3区  | 黄川田仁志 （自由民主党） | 4区  | 穂坂泰 （自由民主党）   |
| 埼玉県 | 5区  | 枝野幸男 （立憲民主党）       | 6区  | 大島敦 （立憲民主党）     | 7区  | 小宮山泰子 （立憲民主党） | 8区  | 柴山昌彦 （自由民主党） |
| 埼玉県 | 9区  | 杉村慎治 （立憲民主党）       | 10区 | 坂本祐之輔 （立憲民主党） | 11区 | 小泉龍司 （自由民主党）   | 12区 | 森田俊和 （立憲民主党） |
| 埼玉県 | 13区 | 橋本幹彦 （国民民主党）       | 14区 | 鈴木義弘 （国民民主党）   | 15区 | 田中良生 （自由民主党）   | 16区 | 土屋品子 （自由民主党） |

比例代表選出議員
- 定数19 ‐自由民主党7、立憲民主党5、公明党3、日本維新の会1、国民民主党1、日本共産党1、れいわ新選組1

| 自由民主党   | 田所嘉徳 （茨城1区）   | 国光文乃 （茨城6区） | 永岡桂子 （茨城7区） | 五十嵐清 （栃木2区） | 佐藤勉 （栃木4区）    |
| 自由民主党   | 中野英幸 （埼玉7区）   | 野中厚 （埼玉12区）  |                      |                      |                       |
| 立憲民主党   | 長谷川嘉一 （群馬3区） | 武正公一 （埼玉1区） | 竹内千春 （埼玉3区） | 市来伴子 （埼玉8区） | 三角創太 （埼玉16区） |
| 日本維新の会 | 高橋英明 （埼玉2区）   |                      |                      |                      |                       |
| 公明党       | 輿水恵一               | 福重隆浩             | 山口良治             |                      |                       |
| 日本共産党   | 塩川鉄也               |                      |                      |                      |                       |
| 国民民主党   | 岸田光広 （埼玉4区）   |                      |                      |                      |                       |
| れいわ新選組 | 高井崇志 （埼玉13区）  |                      |                      |                      |                       |

### 南関東ブロック
小選挙区選出議員
- 定数36 ‐立憲民主党19、自由民主党17

| 千葉県   | 1区  | 田嶋要 （立憲民主党）     | 2区  | 小林鷹之 （自由民主党）   | 3区  | 松野博一 （自由民主党）   | 4区  | 水沼秀幸 （立憲民主党）   |
| 千葉県   | 5区  | 矢崎堅太郎 （立憲民主党） | 6区  | 安藤淳子 （立憲民主党）   | 7区  | 齋藤健 （自由民主党）     | 8区  | 本庄知史 （立憲民主党）   |
| 千葉県   | 9区  | 奥野総一郎 （立憲民主党） | 10区 | 小池正昭 （自由民主党）   | 11区 | 森英介 （自由民主党）     | 12区 | 浜田靖一 （自由民主党）   |
| 千葉県   | 13区 | 松本尚 （自由民主党）     | 14区 | 野田佳彦 （立憲民主党）   |      |                           |      |                           |
| 神奈川県 | 1区  | 篠原豪 （立憲民主党）     | 2区  | 菅義偉 （自由民主党）     | 3区  | 中西健治 （自由民主党）   | 4区  | 早稲田夕季 （立憲民主党） |
| 神奈川県 | 5区  | 坂井学 （自由民主党）     | 6区  | 青柳陽一郎 （立憲民主党） | 7区  | 中谷一馬 （立憲民主党）   | 8区  | 江田憲司 （立憲民主党）   |
| 神奈川県 | 9区  | 笠浩史 （立憲民主党）     | 10区 | 田中和徳 （自由民主党）   | 11区 | 小泉進次郎 （自由民主党） | 12区 | 阿部知子 （立憲民主党）   |
| 神奈川県 | 13区 | 太栄志 （立憲民主党）     | 14区 | 赤間二郎 （自由民主党）   | 15区 | 河野太郎 （自由民主党）   | 16区 | 後藤祐一 （立憲民主党）   |
| 神奈川県 | 17区 | 牧島かれん （自由民主党） | 18区 | 宗野創 （立憲民主党）     | 19区 | 草間剛 （自由民主党）     | 20区 | 大塚小百合 （立憲民主党） |
| 山梨県   | 1区  | 中島克仁 （立憲民主党）   | 2区  | 堀内詔子 （自由民主党）   |      |                           |      |                           |

比例代表選出議員
- 定数23 ‐ 自由民主党7、立憲民主党6、国民民主党3、日本維新の会2、公明党2、れいわ新選組1、日本共産党1、参政党1

| 自由民主党   | 英利アルフィヤ （千葉5区）  | 古川直季 （神奈川6区）  | 鈴木馨祐 （神奈川7区）    | 三谷英弘 （神奈川8区） | 星野剛士 （神奈川12区） |
| 自由民主党   | 山際大志郎 （神奈川18区）   | 中谷真一 （山梨1区）    |                           |                        |                         |
| 立憲民主党   | 岡島一正 （千葉3区）        | 谷田川元 （千葉10区）   | 宮川伸 （千葉13区）       | 山崎誠 （神奈川5区）   | 長友克洋 （神奈川14区） |
| 立憲民主党   | 佐々木奈保美 （神奈川17区） |                         |                           |                        |                         |
| 日本維新の会 | 藤巻健太 （千葉6区）        | 金村龍那 （神奈川10区） |                           |                        |                         |
| 公明党       | 角田秀穂                    | 沼崎満子                |                           |                        |                         |
| 日本共産党   | 志位和夫                    |                         |                           |                        |                         |
| 国民民主党   | 岡野純子 （千葉5区）        | 西岡義高 （神奈川18区） | 深作ヘスス （神奈川19区） |                        |                         |
| れいわ新選組 | 多ケ谷亮 （千葉11区）       |                         |                           |                        |                         |
| 参政党       | 鈴木敦                      |                         |                           |                        |                         |

### 東京ブロック
小選挙区選出議員
- 定数30 ‐ 立憲民主党15、自由民主党13、公明党1、無所属1

| 東京都 | 1区  | 海江田万里 （立憲民主党） | 2区  | 辻清人 （自由民主党）     | 3区  | 石原宏高 （自由民主党）   | 4区  | 平将明 （自由民主党）     |
| 東京都 | 5区  | 手塚仁雄 （立憲民主党）   | 6区  | 落合貴之 （立憲民主党）   | 7区  | 松尾明弘 （立憲民主党）   | 8区  | 吉田晴美 （立憲民主党）   |
| 東京都 | 9区  | 山岸一生 （立憲民主党）   | 10区 | 鈴木隼人 （自由民主党）   | 11区 | 阿久津幸彦 （立憲民主党） | 12区 | 高木啓 （自由民主党）     |
| 東京都 | 13区 | 土田慎 （自由民主党）     | 14区 | 松島みどり （自由民主党） | 15区 | 酒井菜摘 （立憲民主党）   | 16区 | 大西洋平 （自由民主党）   |
| 東京都 | 17区 | 平沢勝栄 （自由民主党）   | 18区 | 福田かおる （自由民主党） | 19区 | 末松義規 （立憲民主党）   | 20区 | 木原誠二 （自由民主党）   |
| 東京都 | 21区 | 大河原雅子 （立憲民主党） | 22区 | 山花郁夫 （立憲民主党）   | 23区 | 伊藤俊輔 （立憲民主党）   | 24区 | 萩生田光一 （自由民主党） |
| 東京都 | 25区 | 井上信治 （自由民主党）   | 26区 | 松原仁 （無所属）         | 27区 | 長妻昭 （立憲民主党）     | 28区 | 高松智之 （立憲民主党）   |
| 東京都 | 29区 | 岡本三成 （公明党）       | 30区 | 五十嵐衣里 （立憲民主党） |      |                           |      |                           |

比例代表選出議員
- 定数19 ‐ 自由民主党5、立憲民主党5、国民民主党3、日本維新の会2、公明党2、日本共産党1、れいわ新選組1

| 自由民主党   | 大空幸星 （東京15区）  | 松本洋平 （東京19区） | 伊藤達也 （東京22区） | 安藤高夫 （東京28区） | 長島昭久 （東京30区） |
| 立憲民主党   | 阿部祐美子 （東京3区） | 鈴木庸介 （東京10区） | 柴田勝之 （東京16区） | 松下玲子 （東京18区） | 有田芳生 （東京24区） |
| 国民民主党   | 鳩山紀一郎 （東京2区） | 森洋介 （東京13区）   | 円より子 （東京17区） |                       |                       |
| 日本維新の会 | 阿部司 （東京12区）    | 猪口幸子 （東京17区） |                       |                       |                       |
| 公明党       | 河西宏一               | 大森江里子            |                       |                       |                       |
| れいわ新選組 | 櫛渕万里 （東京14区）  |                       |                       |                       |                       |
| 日本共産党   | 田村智子               |                       |                       |                       |                       |

### 北陸信越ブロック
小選挙区選出議員
- 定数18 ‐立憲民主党10、自由民主党8

| 新潟県 | 1区 | 西村智奈美 （立憲民主党） | 2区 | 菊田真紀子 （立憲民主党） | 3区 | 黒岩宇洋 （立憲民主党） | 4区 | 米山隆一 （立憲民主党） |
| 新潟県 | 5区 | 梅谷守 （立憲民主党）     |     |                           |     |                         |     |                         |
| 富山県 | 1区 | 田畑裕明 （自由民主党）   | 2区 | 上田英俊 （自由民主党）   | 3区 | 橘慶一郎 （自由民主党） |     |                         |
| 石川県 | 1区 | 小森卓郎 （自由民主党）   | 2区 | 佐々木紀 （自由民主党）   | 3区 | 近藤和也 （立憲民主党） |     |                         |
| 福井県 | 1区 | 稲田朋美 （自由民主党）   | 2区 | 辻英之 （立憲民主党）     |     |                         |     |                         |
| 長野県 | 1区 | 篠原孝 （立憲民主党）     | 2区 | 下条みつ （立憲民主党）   | 3区 | 神津健 （立憲民主党）   | 4区 | 後藤茂之 （自由民主党） |
| 長野県 | 5区 | 宮下一郎 （自由民主党）   |     |                           |     |                         |     |                         |

比例代表選出議員
- 定数10 ‐ 自由民主党4、立憲民主党3、日本維新の会1、国民民主党1、公明党1

| 自由民主党   | 国定勇人             | 斎藤洋明 （新潟3区） | 西田昭二 （石川3区） | 井出庸生 （長野3区） |
| 立憲民主党   | 山登志浩 （富山1区） | 波多野翼 （福井1区） | 福田淳太 （長野5区） |                      |
| 日本維新の会 | 斉木武志 （福井2区） |                      |                      |                      |
| 国民民主党   | 小竹凱 （石川1区）   |                      |                      |                      |
| 公明党       | 中川宏昌             |                      |                      |                      |

### 東海ブロック
小選挙区選出議員
- 定数33 ‐ 立憲民主党14、自由民主党13、国民民主党5、日本保守党1

| 岐阜県 | 1区  | 野田聖子 （自由民主党）   | 2区  | 棚橋泰文 （自由民主党）   | 3区  | 武藤容治 （自由民主党）   | 4区  | 今井雅人 （立憲民主党）   |
| 岐阜県 | 5区  | 古屋圭司 （自由民主党）   |      |                           |      |                           |      |                           |
| 静岡県 | 1区  | 上川陽子 （自由民主党）   | 2区  | 井林辰憲 （自由民主党）   | 3区  | 小山展弘 （立憲民主党）   | 4区  | 田中健 （国民民主党）     |
| 静岡県 | 5区  | 細野豪志 （自由民主党）   | 6区  | 渡辺周 （立憲民主党）     | 7区  | 城内実 （自由民主党）     | 8区  | 源馬謙太郎 （立憲民主党） |
| 愛知県 | 1区  | 河村たかし （日本保守党） | 2区  | 古川元久 （国民民主党）   | 3区  | 近藤昭一 （立憲民主党）   | 4区  | 牧義夫 （立憲民主党）     |
| 愛知県 | 5区  | 西川厚志 （立憲民主党）   | 6区  | 丹羽秀樹 （自由民主党）   | 7区  | 日野紗里亜 （国民民主党） | 8区  | 伴野豊 （立憲民主党）     |
| 愛知県 | 9区  | 岡本充功 （立憲民主党）   | 10区 | 藤原規眞 （立憲民主党）   | 11区 | 丹野みどり （国民民主党） | 12区 | 重徳和彦 （立憲民主党）   |
| 愛知県 | 13区 | 大西健介 （立憲民主党）   | 14区 | 今枝宗一郎 （自由民主党） | 15区 | 根本幸典 （自由民主党）   | 16区 | 福田徹 （国民民主党）     |
| 三重県 | 1区  | 田村憲久 （自由民主党）   | 2区  | 下野幸助 （立憲民主党）   | 3区  | 岡田克也 （立憲民主党）   | 4区  | 鈴木英敬 （自由民主党）   |

比例代表選出議員
- 定数21 ‐ 自由民主党7、立憲民主党6、公明党2、れいわ新選組2、日本維新の会1、国民民主党1、日本共産党1、日本保守党1

| 自由民主党   | 深澤陽一 （静岡4区）   | 勝俣孝明 （静岡6区） | 工藤彰三 （愛知4区）  | 伊藤忠彦 （愛知8区）  | 長坂康正 （愛知9区） |
| 自由民主党   | 若山慎司 （愛知10区）  | 川崎秀人 （三重2区） |                       |                       |                      |
| 立憲民主党   | 眞野哲 （岐阜5区）     | 鈴木岳幸 （静岡2区） | 大嶽理恵 （愛知14区） | 小山千帆 （愛知15区） | 松田功 （愛知16区）  |
| 立憲民主党   | 福森和歌子 （三重1区） |                      |                       |                       |                      |
| 公明党       | 中川康洋               | 西園勝秀             |                       |                       |                      |
| れいわ新選組 | 上村英明               | 阪口直人 （岐阜3区） |                       |                       |                      |
| 日本維新の会 | 杉本和巳 （愛知10区）  |                      |                       |                       |                      |
| 国民民主党   | 仙田晃宏 （岐阜3区）   |                      |                       |                       |                      |
| 日本共産党   | 本村伸子               |                      |                       |                       |                      |
| 日本保守党   | 竹上裕子               |                      |                       |                       |                      |

### 近畿ブロック
小選挙区選出議員
- 定数45 ‐ 日本維新の会21、自由民主党15、立憲民主党5、公明党2、無所属2

| 滋賀県   | 1区  | 斎藤アレックス （日本維新の会） | 2区  | 上野賢一郎 （自由民主党）                   | 3区  | 武村展英 （自由民主党）   |      |                               |
| 京都府   | 1区  | 勝目康 （自由民主党）           | 2区  | 前原誠司 （日本維新の会）                   | 3区  | 泉健太 （立憲民主党）     | 4区  | 北神圭朗 （無所属／有志の会） |
| 京都府   | 5区  | 本田太郎 （自由民主党）         | 6区  | 山井和則 （立憲民主党）                     |      |                           |      |                               |
| 大阪府   | 1区  | 井上英孝 （日本維新の会）       | 2区  | 守島正 （日本維新の会）                     | 3区  | 東徹 （日本維新の会）     | 4区  | 美延映夫 （日本維新の会）     |
| 大阪府   | 5区  | 梅村聡 （日本維新の会）         | 6区  | 西田薫 （日本維新の会）                     | 7区  | 奥下剛光 （日本維新の会） | 8区  | 漆間譲司 （日本維新の会）     |
| 大阪府   | 9区  | 萩原佳 （日本維新の会）         | 10区 | 池下卓 （日本維新の会）                     | 11区 | 中司宏 （日本維新の会）   | 12区 | 藤田文武 （日本維新の会）     |
| 大阪府   | 13区 | 岩谷良平 （日本維新の会）       | 14区 | 青柳仁士 （日本維新の会）                   | 15区 | 浦野靖人 （日本維新の会） | 16区 | 黒田征樹 （日本維新の会）     |
| 大阪府   | 17区 | 馬場伸幸 （日本維新の会）       | 18区 | 遠藤敬 （日本維新の会）                     | 19区 | 伊東信久 （日本維新の会） |      |                               |
| 兵庫県   | 1区  | 井坂信彦 （立憲民主党）         | 2区  | 赤羽一嘉 （公明党）                         | 3区  | 関芳弘 （自由民主党）     | 4区  | 藤井比早之 （自由民主党）     |
| 兵庫県   | 5区  | 谷公一 （自由民主党）           | 6区  | 桜井周 （立憲民主党）                       | 7区  | 山田賢司 （自由民主党）   | 8区  | 中野洋昌 （公明党）           |
| 兵庫県   | 9区  | 西村康稔 （自由民主党）         | 10区 | 渡海紀三朗 （自由民主党）                   | 11区 | 松本剛明 （自由民主党）   | 12区 | 山口壯 （自由民主党）         |
| 奈良県   | 1区  | 馬淵澄夫 （立憲民主党）         | 2区  | 高市早苗 （自由民主党）                     | 3区  | 田野瀬太道 （自由民主党） |      |                               |
| 和歌山県 | 1区  | 山本大地 （自由民主党）         | 2区  | 世耕弘成 （無所属／自由民主党・無所属の会） |      |                           |      |                               |

比例代表選出議員
- 定数28 ‐ 日本維新の会7、自由民主党6、立憲民主党4、公明党3、れいわ新選組2、日本共産党2、国民民主党1、参政党1、日本保守党1、無所属1

| 日本維新の会 | 阿部圭史 （兵庫2区）    | 和田有一朗 （兵庫3区） | 市村浩一郎 （兵庫6区） | 三木圭恵 （兵庫7区）  | 徳安淳子 （兵庫8区） |
| 日本維新の会 | 池畑浩太朗 （兵庫12区） | 林佑美 （和歌山1区）   |                        |                       |                      |
| 自由民主党   | 小寺裕雄                | 石田真敏               | 大岡敏孝 （滋賀1区）   | 島田智明 （大阪15区） | 大串正樹 （兵庫6区） |
| 自由民主党   | 小林茂樹 （奈良1区）    |                        |                        |                       |                      |
| 立憲民主党   | 尾辻かな子 （大阪10区） | 森山浩行 （大阪16区）  | 岡田悟 （兵庫7区）     | 橋本慧悟 （兵庫9区）  |                      |
| 公明党       | 竹内譲                  | 浮島智子               | 鰐淵洋子               |                       |                      |
| れいわ新選組 | 大石晃子 （大阪5区）    | 八幡愛 （大阪13区）    |                        |                       |                      |
| 日本共産党   | 辰巳孝太郎              | 堀川朗子 （京都2区）   |                        |                       |                      |
| 国民民主党   | 向山好一 （兵庫3区）    |                        |                        |                       |                      |
| 参政党       | 北野裕子 （滋賀3区）    |                        |                        |                       |                      |
| 日本保守党   | 島田洋一                |                        |                        |                       |                      |
| 無所属       | 平岩征樹 （大阪8区）    |                        |                        |                       |                      |

### 中国ブロック
小選挙区選出議員
- 定数17 ‐ 自由民主党12、立憲民主党3、日本維新の会1、公明党1

| 鳥取県 | 1区 | 石破茂 （自由民主党）     | 2区 | 赤沢亮正 （自由民主党） |     |                         |     |                           |
| 島根県 | 1区 | 亀井亜紀子 （立憲民主党） | 2区 | 高見康裕 （自由民主党） |     |                         |     |                           |
| 岡山県 | 1区 | 逢沢一郎 （自由民主党）   | 2区 | 山下貴司 （自由民主党） | 3区 | 加藤勝信 （自由民主党） | 4区 | 柚木道義 （立憲民主党）   |
| 広島県 | 1区 | 岸田文雄 （自由民主党）   | 2区 | 平口洋 （自由民主党）   | 3区 | 斉藤鉄夫 （公明党）     | 4区 | 空本誠喜 （日本維新の会） |
| 広島県 | 5区 | 佐藤公治 （立憲民主党）   | 6区 | 小林史明 （自由民主党） |     |                         |     |                           |
| 山口県 | 1区 | 高村正大 （自由民主党）   | 2区 | 岸信千世 （自由民主党） | 3区 | 林芳正 （自由民主党）   |     |                           |

比例代表選出議員
- 定数10 ‐ 自由民主党5、立憲民主党3、国民民主党1、公明党1

| 自由民主党 | 新谷正義             | 平沼正二郎         | 石橋林太郎           | 吉田真次 |
| 自由民主党 | 寺田稔 （広島4区）   |                    |                      |          |
| 立憲民主党 | 津村啓介 （岡山2区） | 東克哉 （広島3区） | 平岡秀夫 （山口2区） |          |
| 国民民主党 | 福田玄 （広島2区）   |                    |                      |          |
| 公明党     | 平林晃               |                    |                      |          |

### 四国ブロック
小選挙区選出議員
- 定数10 ‐ 自由民主党7、立憲民主党2、国民民主党1

| 徳島県 | 1区 | 仁木博文 （自由民主党） | 2区 | 山口俊一 （自由民主党）   |     |                           |
| 香川県 | 1区 | 小川淳也 （立憲民主党） | 2区 | 玉木雄一郎 （国民民主党） | 3区 | 大野敬太郎 （自由民主党） |
| 愛媛県 | 1区 | 塩崎彰久 （自由民主党） | 2区 | 白石洋一 （立憲民主党）   | 3区 | 長谷川淳二 （自由民主党） |
| 高知県 | 1区 | 中谷元 （自由民主党）   | 2区 | 尾崎正直 （自由民主党）   |     |                           |

比例代表選出議員
- 定数6 ‐ 自由民主党3、立憲民主党1、国民民主党1、公明党1

| 自由民主党 | 村上誠一郎           | 平井卓也 （香川1区） | 瀬戸隆一 （香川2区） |
| 立憲民主党 | 高橋永 （徳島1区）   |                      |                      |
| 国民民主党 | 石井智恵 （愛媛1区） |                      |                      |
| 公明党     | 山崎正恭             |                      |                      |

### 九州ブロック
小選挙区選出議員
- 定数34 ‐ 自由民主党21、立憲民主党7、日本維新の会1、国民民主党1、日本共産党1、社会民主党1、無所属2

| 福岡県   | 1区 | 井上貴博 （自由民主党）         | 2区  | 稲富修二 （立憲民主党） | 3区  | 古賀篤 （自由民主党）     | 4区 | 宮内秀樹 （自由民主党）   |
| 福岡県   | 5区 | 栗原渉 （自由民主党）           | 6区  | 鳩山二郎 （自由民主党） | 7区  | 藤丸敏 （自由民主党）     | 8区 | 麻生太郎 （自由民主党）   |
| 福岡県   | 9区 | 緒方林太郎 （無所属／有志の会） | 10区 | 城井崇 （立憲民主党）   | 11区 | 村上智信 （日本維新の会） |     |                           |
| 佐賀県   | 1区 | 原口一博 （立憲民主党）         | 2区  | 大串博志 （立憲民主党） |      |                           |     |                           |
| 長崎県   | 1区 | 西岡秀子 （国民民主党）         | 2区  | 加藤竜祥 （自由民主党） | 3区  | 金子容三 （自由民主党）   |     |                           |
| 熊本県   | 1区 | 木原稔 （自由民主党）           | 2区  | 西野太亮 （自由民主党） | 3区  | 坂本哲志 （自由民主党）   | 4区 | 金子恭之 （自由民主党）   |
| 大分県   | 1区 | 吉良州司 （無所属／有志の会）   | 2区  | 広瀬建 （自由民主党）   | 3区  | 岩屋毅 （自由民主党）     |     |                           |
| 宮崎県   | 1区 | 渡辺創 （立憲民主党）           | 2区  | 江藤拓 （自由民主党）   | 3区  | 古川禎久 （自由民主党）   |     |                           |
| 鹿児島県 | 1区 | 川内博史 （立憲民主党）         | 2区  | 三反園訓 （自由民主党） | 3区  | 野間健 （立憲民主党）     | 4区 | 森山裕 （自由民主党）     |
| 沖縄県   | 1区 | 赤嶺政賢 （日本共産党）         | 2区  | 新垣邦男 （社会民主党） | 3区  | 島尻安伊子 （自由民主党） | 4区 | 西銘恒三郎 （自由民主党） |

比例代表選出議員
- 定数20 ‐ 自由民主党7、立憲民主党4、公明党3、国民民主党2、日本維新の会1、日本共産党1、れいわ新選組1、参政党1

| 自由民主党   | 阿部俊子               | 鬼木誠 （福岡2区）   | 岩田和親 （佐賀1区） | 古川康 （佐賀2区）   | 宮路拓馬 （鹿児島1区） |
| 自由民主党   | 國場幸之助 （沖縄1区） | 宮崎政久 （沖縄2区） |                      |                      |                        |
| 立憲民主党   | 堤かなめ （福岡5区）   | 山田勝彦 （長崎2区） | 吉川元 （大分2区）   | 屋良朝博 （沖縄3区） |                        |
| 公明党       | 濵地雅一               | 吉田宣弘             | 金城泰邦             |                      |                        |
| 国民民主党   | 許斐亮太郎 （福岡4区） | 長友慎治 （宮崎2区） |                      |                      |                        |
| 日本維新の会 | 阿部弘樹 （福岡4区）   |                      |                      |                      |                        |
| 日本共産党   | 田村貴昭               |                      |                      |                      |                        |
| れいわ新選組 | 山川仁 （沖縄4区）     |                      |                      |                      |                        |
| 参政党       | 吉川里奈               |                      |                      |                      |                        |